# Heliophanus baicalensis
Heliophanus baicalensis là một loài nhện trong họ Salticidae.
Loài này thuộc chi Heliophanus. Heliophanus baicalensis được Wladislaus Kulczynski miêu tả năm 1895.